# Бога Чита (округ Линколн, Мисисипи)
Бога Чита (енгл. Bogue Chitto, Lincoln County) насељено је место без административног статуса у америчкој савезној држави Мисисипи.

## Демографија
По попису из 2010. године број становника је 522.
| Група             | 2000.    | 2010.       |
| Белци             | 0 (0,0%) | 234 (44,8%) |
| Афроамериканци    | 0 (0,0%) | 280 (53,6%) |
| Азијати           | 0 (0,0%) | 1 (0,2%)    |
| Хиспаноамериканци | 0 (0,0%) | 6 (1,1%)    |
| Укупно            | 0        | 522         |